# دراگییویتسا
دراگییویتسا (به صربی: Dragijevica) یک منطقهٔ مسکونی در صربستان است که در اوسچینا واقع شده‌است.